# Acanthodelta cerbera
Acanthodelta cerbera är en fjärilsart som beskrevs av Achille Guenée 1852. Acanthodelta cerbera ingår i släktet Acanthodelta och familjen nattflyn. Inga underarter finns listade i Catalogue of Life.